# Suítes Francesas
Suítes Francesas são seis suítes compostas por Johann Sebastian Bach para o cravo e o clavicórdio entre os anos de 1722 e 1725.
Diversas obras do compositor receberam o epíteto de "francesas":
- As seis suites BWV 812-817, Que são em que normalmente se pensa quando se fala a respeito "das" Suites Francesas de Bach;
- A Abertura Francesa, BWV 831, que Bach publicou como a segunda parte do Clavier-Übung II.
- Existem duas suites adicionais, uma em Lá menor (bwv818), e outra em Mi bemol maior (bwv819), que em alguns manuscritos compõem a coleção de Suites Francesas junto com as outras seis. Essas suites contêm música de excelente qualidade, mas inexplicavelmente,têm sido negligenciadas.

## As seis Suítes Francesas
As seis suítes para teclado foram compostas em 1722 por Johann Sebastian Bach:
- Suíte nº 1, em Ré menor, BWV 812

Allemande, Courante, Sarabande, Menuet I, Menuet II, Gigue
- Suíte nº 2 em Dó menor, BWV 813

Allemande, Courante, Sarabande, Air, Menuet, Gigue (movimentos adicionais na BWV 813a: Menuet - Trio)
- Suíte nº 3 em Si menor, BWV 814

Allemande, Courante, Sarabande, Menuet, Trio, Anglaise, Gigue
- Suíte nº 4 em Mi bemol maior, BWV 815

Allemande, Courante, Sarabande, Gavotte, Air (additional movements, in BWV 815a: Praeludium. Gavotte I, Gavotte II, Menuet)
- Suíte nº 5 em Sol maior, BWV 816

Allemande, Courante, Sarabande, Gavotte, Bourrée, Loure, Gigue
- Suíte nº 6 em Mi maior, BWV 817

Allemande, Courante, Sarabande, Gavotte, Polonesa, Bourrée, Menuet, Gigue

## Abertura no estilo francês
No segundo volume das obras de Bach impressas durante seu período de vida, para teclado, publicado em 1739, Bach quis contrastar um trabalho no estilo italiano  (o Concerto Italiano), com um trabalho no estilo francês, uma suite que na ocasião ele chamou de Overture nach Französicher Art ("Abertura conforme o gosto/estilo/gênero francês"). A expressão Abertura se refere ao fato do primeiro movimento desta Suite ser uma Abertura, diferente das demais Suites Frncesas mencionadas acima, com exceção de uma das versões da Suite BWV 815 que começa com um Prelúdio.
Os movimentos da Suite Francesa BWV 831 são:
Ouvertüre, Courante, Gavotte I + II (da capo), Passepied I + II (da capo), Sarabande, Bourrée I + II (da capo), Gigue, en:Echo.
O estilo desta obra se reporta a compositores como Couperin (um dos compositores favoritos de Bach) que publicou suites nesse formato. Tais suites foram compostas tanto para instrumento solo, como para conjuntos orquestrais. A composição de Bach, embora composta para cravo utiliza uma sonoridade mais cheia do que a comumente empregada pelos compositores franceses a quem ele se referia.
Esta Abertura Francesa não se tornou tão popular como sua contraparte do Clavierübung II, no estilo italiano. Não obstante, é uma obra prima da música para teclado, especialmente a melancólica Sarabande.